# Głowniowce
Głowniowce (Ustilaginales) A.N. Beketov – rząd grzybów z klasy głowniaków (Ustilaginomycetes). Pasożyty roślin, zwłaszcza należących do rodzin wiechlinowate (Poaceae), turzycowate (Cyperaceae), sitowate (Juncaceae), rdestowate (Polygonaceae). Wiele gatunków to monofagi. Wywołują u nich choroby zwane głowniami.

## Morfologia
Ich strzępki tworzą ssawki wnikające do komórek zaatakowanych roślin. Strzępki podzielone są poprzecznymi przegrodami, w których brak otworów. Ustilospory zazwyczaj ciemne. Podczas kiełkowania tworzą 4-komórkową przedgrzybnię (wyjątkowo w rodzaju Anthracoidea jest ona 2-komórkowa).

## Systematyka
Pozycja w klasyfikacji według Index Fungorum
Ustilaginomycetidae, Ustilaginomycetes, Ustilaginomycotina, Basidiomycota, Fungi.
Taksonomia
Według aktualizowanej klasyfikacji Index Fungorum bazującej na Dictionary of the Fungi do rzędu tego należą rodziny i rodzaje:
- rodzina Anthracoideaceae Denchev 1997
- rodzina Cintractiellaceae Vánky 2003
- rodzina Clintamraceae Vánky 2001
- rodzina Geminaginaceae Vánky 2001
- rodzina Melanotaeniaceae Begerow, R. Bauer & Oberw. 1998
- rodzina Pericladiaceae Vánky 2011
- rodzina Ustilaginaceae Tul. & C. Tul. 1847 – głowniowate
- rodzina Websdaneaceae Vánky 2001
- rodzina incertae sedis
  - rodzaj Farysizyma Á. Fonseca 2008[3].

Nazwy naukowe na podstawie Index Fungorum.